# Code officiel géographique
 (mars 2020).
Pour les articles homonymes, voir COG.
Le Code officiel géographique (COG) est un document qui décrit une série de codes Insee, constituant certains des codes géographiques de la France. C'est un document de référence publié par l'Institut national de la statistique et des études économiques (Insee) qui rassemble les codifications (numérotations et libellés) des communes, des cantons, des arrondissements, des départements, des régions, des collectivités d'outre-mer, des pays et territoires étrangers.
Ce code est particulièrement employé pour répertorier les communes, en raison de leur grand nombre (37 901 communes et communes déléguées en France métropolitaine et dans les départements d'outre-mer (DOM) au 1er janvier 2020) et de leurs homonymies, ainsi que pour désigner les départements.
Ce code est révisé annuellement, en fonction notamment des fusions et associations de communes ou de territoires et des changements de dénomination.

## Histoire

### Origines
L'idée d'un code numérique significatif qui couvre à la fois les départements et communes de la France métropolitaine, les territoires de la France d’outre-mer et les pays étrangers, remonte  à 1935.
Le nombre d'éléments à coder (départements et communes françaises, territoires de la France d'outre-mer et pays étrangers), de l'ordre de 40 000, imposait d'utiliser un minimum de cinq chiffres.
Ce minimum nécessaire s'avérait également suffisant compte tenu de la structure de ces éléments et du niveau de détail visé pour les territoires de la France d'outre-mer :
- le nombre de départements à coder étant égal à 90, un numéro d'ordre à deux chiffres suffisait à les distinguer, et les numéros 91 à 99 pourraient être utilisés comme préfixes pour le codage de la France d'outre-mer et des pays étrangers ;
- aucun département ne comportant plus de 999 communes[Note 1], un numéro de trois chiffres en suffixe du code du département suffirait à distinguer la totalité des communes de la France métropolitaine ;
- le nombre de pays étrangers étant inférieur à 1 000, le codage de ce sous-ensemble ne réclamerait qu'un unique préfixe à deux chiffres (qui serait le 99), suivi d'un numéro à trois chiffres distinguant le pays ; de plus aucun continent ne comportant plus de 100 pays, on pourrait utiliser le premier chiffre pour identifier le continent.

Ces grandes lignes furent celles employées également par la suite.

### Édition dite «pilote» (1941)
En 1941, la Direction de la démographie, dirigée par René Carmille et dépendant du Secrétariat général pour les questions économiques du ministère de l'Économie nationale et des Finances, publie à Lyon (imprimerie Emmanuel Vitté) un volume de 440 pages intitulé « Code officiel géographique établi à la date du 1er juin 1941 ». Cette édition est considérée comme « pilote » parce qu'elle n'est pas reprise dans la numérotation des éditions ultérieures du COG.
Elle comprend quatre parties :
1. départements et communes de la France métropolitaine : codes et préfixes 01 à 90 ;
2. département français d'Algérie : codes et préfixes 91 à 94 ;
3. les territoires de l'Empire français (pays, protectorats et territoires sous mandat) : préfixe 98 ;
4. les pays et territoires étrangers : préfixe 99.

La structure de la classification retenue ne sera que peu changée lors des éditions ultérieures.

### Première édition (1943)
La première édition du Code officiel géographique, « établi à la date du 1er octobre 1943 », est publiée par la direction générale du Service national des statistiques (SNS) du ministère de l'Économie nationale et des Finances.
Elle introduit les codes des arrondissements et des cantons, ainsi que les préfixes 95 pour le Maroc et 96 pour la Tunisie.

### L'Insee, chargé de la nomenclature des collectivités locales
En 1946, le SNS est remplacé par l'Insee. Le décret no 46-1432 du 14 juin 1946 dispose clairement dans son article 1er 2° que l'Insee a pour attributions « de coordonner les méthodes des administrations publiques » et « de réaliser l'unification des nomenclatures et codes statistiques ». Jusqu'en 2003, l'Insee met à jour le Code officiel géographique, via rectificatif, récapitulant l'ensemble des modifications intervenues au cours de l'année précédente.
On peut signaler en particulier :
- le rectificatif no 4 du 20 février 1948, qui traduit les effets de la loi du 19 mars 1946 transformant en départements d'outre-mer les quatre anciennes colonies françaises de la Guadeloupe (nouveau code 971), de la Martinique (972), de la Guyane (973) et de La Réunion (974). Un numéro à trois chiffres convenait pour ces nouveaux départements puisque aucun ne comprenait plus de 99 communes[3] ;
- le rectificatif no 5 du 19 février 1949, qui introduit un nouveau fascicule, 90 bis, consacré à la Sarre devenue protectorat français et divisé en arrondissements, cantons et communes[3].

La deuxième édition du COG n'est publiée que onze ans après la première, en 1954, en prévision du recensement de la population. Cette édition, à jour au 10 mai 1954, reprend les modifications introduites pour les départements d'outre-mer mais ne reprend pas le fascicule consacré à la Sarre. Elle introduit en outre des modifications dans le code de l'Algérie et des territoires du Sud-Algérien.
Suivent ensuite les éditions de 1961, 1966, 1968, 1971, 1975, 1982, 1985, 1990, 1994 et 1999, une édition sur deux s'inscrivant dans le cadre d'un recensement de la population et les cinq autres étant publiées en période intercensitaire.
L'édition de 1966 prend en compte les changements issus de la décolonisation et celle de 1968 ceux issus de la réorganisation de la région parisienne.
Le code des régions est introduit dans l'édition de 1982, pour la France métropolitaine, puis dans la dixième édition de 1985 pour les régions d'outre-mer.

### Le Code officiel géographique depuis 2003
En 2003, le COG est depuis plus de soixante ans le code géographique de référence, sur le plan administratif comme sur le plan statistique. En particulier, les numéros de région, département, arrondissement, canton et commune donnés dans les décrets authentifiant les résultats des recensements de la population (plus précisément dans les tableaux de chiffres qui leur sont annexés) sont issus de ce code.
La reconnaissance explicite de son caractère officiel n'intervient toutefois qu'avec l'arrêté ministériel du 28 novembre 2003 qui arrête :
« Article 1
Est approuvée la nomenclature des collectivités territoriales et des circonscriptions administratives de la France et des pays et territoires étrangers dénommée code officiel géographique (COG).
Article 2
Le code officiel géographique est géré et publié par l'Institut national de la statistique et des études économiques (Insee) et mis à jour annuellement.
Article 3
Le directeur général de l'Institut national de la statistique et des études économiques est chargé de l'exécution du présent arrêté, qui sera publié au Journal officiel de la République française. »
Une telle explicitation était en effet devenue nécessaire dans un paysage juridique et statistique sensiblement transformé :
- sur le plan national (hors Mayotte), avec la mise en œuvre, à partir de 2004, du recensement rénové de la population,
- mais aussi sur le plan européen, avec la publication au Journal officiel de l'Union européenne (21 juin 2003) du règlement no 1059-2003 du 26 mai 2003 relatif à l'établissement d'une nomenclature commune des unités territoriales statistiques (NUTS)[3].

### Le COG en données ouvertes
Le Code officiel géographique fait partie des neuf bases de données de références, instituées par la loi pour une République numérique du 7 octobre 2016, dite Lemaire. Le décret d’application 2017-331 du 14 mars 2017 relatif au service public fixe la mise à disposition de ces données de référence.

## Principe

### France
Le code COG de la France métropolitaine (Continentale + Corse) est 99100. Tous les territoires non rattachés géographiquement au continent européen sont pourvus de codes spécifiques.

#### Code région
Le « code région » contient deux chiffres (codes compris entre « 01 » et « 94 »).
Chaque région administrative française peut ainsi être identifiée par un code unique à deux chiffres.
Les collectivités territoriales disposent également d'un code sur trois chiffres : 975 pour Saint-Pierre-et-Miquelon, 988 pour la Nouvelle-Calédonie ou 989 pour La Passion-Clipperton (voir ci-dessous).

#### Code département
Chaque département français, au sens des circonscriptions administratives de l'État, est identifié par un numéro unique, soit à deux chiffres, soit à trois chiffres dont un préfixe à deux chiffres qui n'est attribué seul à aucun département.
- Codification des départements au sens des circonscriptions administratives de l'État :
  - départements métropolitains : deux chiffres (de 01 à 19 et de 21 à 95) ou un chiffre et une lettre (2A et 2B, en Corse)[Note 3] ;
  - outre-mer : deux statuts principaux sur 3 chiffres : 97 pour les départements et région d'outre-mer et collectivités de l'Atlantique ou 98 pour les collectivités d'outre-mer (COM) du Pacifique et territoires français sous autre statut ;
  - les codes 91 à 95 ont été attribués lors de la création des nouveaux départements d'Île-de-France. Initialement pourvus par les départements d'Algérie.

Depuis 2015, les départements au sens des collectivités territoriales et les autres collectivités à compétences départementales ont un code distinct. Cela fait suite à la création de la métropole de Lyon, laquelle a fait que le département du Rhône en tant que circonscription administrative de l'État n'a plus le même territoire que le département du Rhône en tant que collectivité territoriale.
- Codification des départements au sens des collectivités territoriales et des autres collectivités à compétences départementales :
  - départements métropolitains : les deux chiffres de la circonscription administrative correspondante suivis de la lettre D (de 01D à 19D, de 21D à 74D et de 76D à 95D), dont 69D pour la collectivité département du Rhône (dont le territoire est différent du Rhône en tant que circonscription administrative) ;
  - départements d'outre-mer : les trois chiffres de la circonscription administrative correspondante suivis de la lettre D (971D pour la Guadeloupe et 974D pour la Réunion) ;
  - collectivités uniques : les deux (métropole) ou trois (outre-mer) chiffres de la circonscription administrative correspondante (ou 20 pour la Corse) suivis de la lettre R (20R pour la collectivité de Corse, 972R et 973R pour les collectivités territoriales de Martinique et de Guyane, 976R pour le Département de Mayotte) ;
  - métropole (au sens des collectivités territoriales, pas au sens des EPCI) : les deux chiffres de la circonscription administrative correspondante suivis de la lettre M (actuellement, uniquement 69M pour la métropole de Lyon) ;
  - statut particulier de la Ville de Paris depuis 2019 : les deux chiffres de la circonscription administrative correspondante suivis de la lettre C, autrement dit 75C (le département de Paris, qui a existé jusque fin 2018, avait le code 75D) ;
  - la collectivité européenne d'Alsace, née de la fusion des conseils départementaux du Bas-Rhin et du Haut-Rhin en 2021, est désignée par le code 6AE.

#### Code commune
Le « code commune » comprend la codification du département suivi de la codification de la commune, à l'intérieur du département (voir liste).
- Codification des communes : la numérotation a été établie initialement dans l'ordre alphabétique des noms de communes. Elle n'a pas été modifiée lorsque des communes ont changé de nom ou ont été fusionnées, les anciens codes restant inutilisés. Lorsque des communes ont été créées, elles ont reçu un numéro à la suite de la liste existante.
  - communes de métropole : 3 chiffres (à partir de 001) ;
  - communes d'outre-mer : 2 chiffres (à partir de 01) ;
  - des codes analogues, de 75101 à 75120, sont attribués aux vingt arrondissements de Paris (Paris en tant que commune a pour sa part le code 75056).

Chaque commune française peut ainsi être identifiée par un code unique à 5 chiffres (dont les deux premiers, pour les communes métropolitaines, ou trois premiers, pour celles d'outre-mer, identifient le département).
Exemple : le code de la commune de Cholet est 49099. Il se décompose ainsi :
- 49 : code du département de Maine-et-Loire (initialement par ordre alphabétique) ;
- 099 : code de la commune dans le département (initialement par ordre alphabétique).

Le code à trois chiffres de la commune est celui qui est utilisé notamment dans le numéro de sécurité sociale en France.

##### Codes attribués par La Poste
Bien que mieux connu du public que le code officiel, le code postal ne fait pas partie du Code officiel géographique.
La Poste a codifié les communes de façon complètement séparée de la codification officielle. Les codes postaux ne sont à l'origine attribués que pour les bureaux distributeurs, or plusieurs communes peuvent être desservies par le même bureau postal, et partager le même code postal. De même, certaines communes ont plusieurs codes postaux car elles ont plusieurs bureaux desservant des quartiers différents. De plus, lorsqu'une commune est desservie par un bureau de poste du département voisin, elle a un code postal correspondant à ce département.
Non seulement le code postal et le code officiel géographique sont distincts, mais de plus la codification interne de La Poste comprend également des « codes commune » pour des communes fictives, par exemple 78900 Vélizy Villacoublay AIR pour son bureau de poste implanté dans la base aérienne 107, code postal 78129. De plus, ce code postal a été anonymisé en 78129 CEDEX au lieu du 00846 ARMEES préconisé en 1990. La codification interne de La Poste divise parfois un bureau en plusieurs secteurs partageant le même code postal, par exemple au sein du code postal 01310, il est distingué le lieu-dit Corgenon, « code commune » interne à la Poste 01503. Bien sûr, ce lieu-dit n'étant pas une commune à part entière, il a le code officiel géographique de la commune de Buellas, 01065.
De surcroît, il existe certaines curiosités qui font que le département indiqué par le code postal ne correspond pas au département indiqué par le code officiel géographique. Exemples : la commune de Paray-Vieille-Poste a pour code postal 91550 et 94390 mais a pour code officiel INSEE 91479. Enfin il existe des codes qui ne sont pas utilisés par La Poste, mais par d'autres services postaux, publics ou privés, depuis l'ouverture des services postaux à la concurrence. Pareillement, certaines sociétés disposent de leur propre codification destinée à optimiser les routages dans leur propre réseau de distribution.

#### Code arrondissement
Le « code arrondissement » contient un chiffre (à partir de 1).
Chaque arrondissement français peut ainsi être identifié par un code unique à 3 (pour la métropole) ou 4 (pour l'outre-mer) chiffres, dont respectivement les deux ou trois premiers identifient le département.

#### Code canton
Le « code canton » contient deux chiffres (à partir de 01).
Chaque canton français peut ainsi être identifié par un code unique à 4 (pour la métropole) ou 5 (pour l'outre-mer) chiffres, dont respectivement les deux ou trois premiers identifient le département.

### Pays et territoires étrangers
Le Code officiel géographique attribue aux pays et territoires étrangers un code commençant par le préfixe 99, suivi de trois chiffres identifiant le pays ou territoire. Les codes sont classés par continent :
- 991xx pour l'Europe
- 992xx pour l'Asie
- 993xx pour l'Afrique
- 994xx pour l'Amérique
- 995xx pour l'Océanie
- 990xx et 996xx à 998xx pour les codes extension[15]

Pour les personnes nées à l'étranger et identifiées par un numéro de sécurité sociale en France, l'identifiant du pays de naissance remplace le code de la commune de naissance. Alors qu'une personne née dans le 1er arrondissement de Paris aura un numéro de sécurité sociale incluant 75101, celui d'une personne née en Écosse (Royaume-Uni) inclura 99132. En conséquence et pour éviter les confusions, les codes de pays et territoires étrangers dits disparus ne sont pas recyclés, par exemple 99232 pour les anciennes colonies portugaises en Asie, Goa et Macao, respectivement annexée par l'Inde et rétrocédée à la Chine.
Le code pays et territoires étrangers est laissé à l'abandon depuis le début des années 2000, c'est pourquoi à l'exception du numéro de sécurité sociale, les instituts de statistiques utilisent le code NUTS d'Eurostat, par exemple UK pour le Royaume-Uni, UKM pour l'Écosse. Cependant ce dernier code lui-même est sujet à critiques, lacunes et doublons, et le code ISO 3166 est préféré par les agences de l'ONU, par exemple GB pour le Royaume-Uni, GB-SCT pour l'Écosse.

### Codes extension et territoire de rattachement
L'INSEE utilise des codes extension pour enregistrer plus de 1 000 naissances sur un mois dans un territoire donné. Ces codes peuvent apparaître à la place des codes listés précédemment. Ces numéros sont compris entre 01001 et 99899.

## Nomenclature

### Collectivités d'outre-mer placées sous le régime de l'identité législative (97)
Cette définition reprend la nomenclature de l'Annexe 2A du Code officiel géographique (COG) en 2008.

#### Départements et régions d'outre-mer au titre de l'article 73 de la Constitution
- 971 : Guadeloupe : deux collectivités territoriales, la région et le département, pour le même territoire, ensuite subdivisé en arrondissements, cantons et communes.
- 972 : Martinique : deux collectivités territoriales, la région et le département, pour le même territoire, ensuite subdivisé en arrondissements, cantons et communes.
- 973 : Guyane : deux collectivités territoriales, la région et le département, pour le même territoire, ensuite subdivisé en arrondissements, cantons et communes.
- 974 : La Réunion : deux collectivités territoriales, la région et le département, pour le même territoire, ensuite subdivisé en arrondissements, cantons et communes.
- 976 : Mayotte : statut particulier, une collectivité territoriale unique assimilée à la fois à une région et un département, ensuite subdivisée en cantons et communes, puis en 71 villages non formellement définis (anciens codes 98402 de 1943 à 1985 puis 985 de 1985 à 2003).

#### Collectivités d'outre-mer au titre de l'article 74 de la Constitution
- 975 : Saint-Pierre-et-Miquelon : statut particulier, une collectivité territoriale unique assimilée à la fois à une région, un département, un arrondissement, ensuite subdivisée en deux communes dans un canton unique.
- 977 : Saint-Barthélemy : collectivité territoriale, assimilée à la fois à une région, un département et une commune, ensuite subdivisée en quartiers qui ne sont pas des collectivités territoriales (ancien code 97123 jusqu'en fin 2007).
- 978 : Saint-Martin : collectivité territoriale, assimilée à la fois à une région, un département et une commune, ensuite subdivisée en quartiers qui ne sont pas des collectivités territoriales (ancien code 97127 jusqu'en fin 2007).

### Collectivités d'outre-mer placées sous le régime de l'exception législative (98)
Cette définition reprend la nomenclature de l'Annexe 2 B du Code officiel géographique (COG) en 2008.

#### Collectivités d'outre-mer non dotées du statut de collectivité territoriale (non habitées de façon permanente), régies par la loi de 1955 amendée enfévrier 2007
- 984 : Terres australes et antarctiques françaises : sous l'autorité indirecte du ministre de l'Outre-mer, subdivisé en 5 districts administratifs :
  - 98411 : îles Saint-Paul et Amsterdam (ancien code 98404, de 1943 à fin 2007) ;
  - 98412 : archipel des îles Kerguelen (ancien code 98404, de 1943 à fin 2007) ;
  - 98413 : archipel Crozet (ancien code 98404, de 1943 à fin 2007) ;
  - 98414 : terre Adélie (ancien code 98404, de 1943 à fin 2007) ;
  - 98415 : îles Éparses de l'océan Indien (anciens codes 98403 de 1943 à 1966, et 98404 de 1966 à fin 2007) :
    - 98451 : Bassas da India,
    - 98452 : île Europa,
    - 98452 : îles Glorieuses,
    - 98452 : île Juan de Nova,
    - 98452 : île Tromelin.
- 98901 : île Clipperton : statut particulier de tutelle, sous l'autorité directe du ministre de l'Outre-mer, non subdivisé.

#### Collectivités d'outre-mersui generisà statut de collectivité territoriale au titre de l'article 75 du Chapitre XII de la Constitution
- 986 : Wallis-et-Futuna : statut particulier sui generis, une collectivité territoriale unique assimilée à la fois à une région et un département, subdivisé en deux archipels (assimilables à des arrondissements) couvrant trois circonscriptions territoriales (correspondant à trois royaumes coutumiers et assimilés à des communes associées bien que non reconnues comme des collectivités territoriales), puis en 36 villages assimilés à des communes (bien que non reconnues comme des collectivités territoriales) (anciens codes 98607 de 1943 à 1966, puis 98609 de 1966 à 1982) :
  - 98611 : Alo (partie de l'archipel des îles Futuna et Alofi), un seul district
  - 98612 : Sigave (partie de l'archipel des îles Futuna et Alofi), un seul district
  - 98613 : Uvea (correspond aux îles Wallis), subdivisée en trois districts puis en villages
- 987 : Polynésie française : statut particulier sui generis, une collectivité territoriale unique (appelée pays d'outre-mer) assimilée à la fois à une région et un département, subdivisé en cinq subdivisions administratives (assimilées à des arrondissements mais non reconnues comme collectivités territoriales) puis en 98 communes :
  - 9871 : îles du Vent,
  - 9872 : îles Sous-le-Vent,
  - 9873 : îles Marquises,
  - 9874 : îles Australes,
  - 9875 : archipel des Tuamotu-îles Gambier.

#### Collectivités d'outre-mer à statut de collectivité territoriale transitoire au titre des articles 76 et 77 du Chapitre XIII de la Constitution
- 988 : Nouvelle-Calédonie : statut particulier sui generis, une collectivité territoriale unique assimilable à la fois à une région et un département, subdivisé en trois subdivisions administratives de droit commun (appelées aussi régions mais assimilées à des arrondissements) ou en trois provinces de droit coutumier (mais ni les trois subdivisions ni les trois provinces ne sont reconnues comme collectivités territoriales, et elles ne coïncident pas tout à fait), elles-mêmes divisées en communes dans le droit commun, ou en communautés villageoises de droit coutumier (mais seules les communes sont pour l'instant reconnues comme collectivités territoriales, les communautés coutumières ne coïncident pas tout à fait aux communes) ; le Code officiel géographique ne codifie pour l'instant que les subdivisions de droit commun, mais pas les subdivisions de droit coutumier :
  - 9881 : subdivision Nord (note : la subdivision Nord contient la totalité de la commune de Poya, mais pas la province Nord qui n'en contient qu'une partie)
  - 9882 : subdivision Sud (note : la subdivision Sud ne contient aucune partie de la commune de Poya, alors que la province Sud en contient une partie)
  - 9883 : îles Loyauté (subdivision et province sont identiques)

## Équivalents étrangers
Le Code officiel géographique, dans ses versions complètes ou simplifiées, est comparable :
- au code AGS (de) allemand, en vigueur depuis 1993,[réf. souhaitée] un code à deux chiffres pour l'état fédéré, un pour la macrorégion, un pour la région et un pour la ville ou deux pour le kreis, trois pour la ville ou le village, soit huit chiffres pour identifier une localité[16] ;
- au code ISTAT italien, attribué par l'Istat, en vigueur depuis 1991, deux codes à trois chiffres pour la province et la commune, soit six chiffres pour identifier une commune ; ainsi qu'un code région à deux chiffresdisponible sur le site officiel[17] ;
- au code INE portugais, attribué par l'Instituto Nacional de Estatística (INE), trois codes à deux chiffres pour le district, la municipalité et la paroisse civile, soit six chiffres pour identifier une paroisse civile ; les codes sont susceptibles de changer chaque année[18] ;
- au code INS belge, attribué par la DGSIE (ex-INS), un code à un chiffre pour la province, un chiffre pour l'arrondissement, trois pour la commune, soit cinq chiffres pour identifier une commune ; ainsi qu'un code région à un chiffre complété par trois zéros, soit quatre chiffres[19] ;
- au code « Kallikratis » grec, attribué par l'Autorité statistique hellénique (Elstat) ; ce code entré en vigueur en 2011 est censé être moderne et efficace ; trois codes à deux chiffres pour la région, la municipalité, et la commune, soit six chiffres pour identifier une commune[20] ;
- au numéro de commune suisse, attribué par l'Office fédéral de la statistique, un code de 1 à 4 chiffres. Il existe un code à 4 chiffres pour le canton mais il est distinct, donc il est utile mais pas indispensable d'avoir 8 chiffres pour identifier la commune[21].